# DeKalb (Illinois)
DeKalb – miasto w Stanach Zjednoczonych, w stanie Illinois, w hrabstwie DeKalb.

## Demografia
W roku 2000 liczyło 39 018 mieszkańców. W roku 2023 liczba mieszkańców wzrosła do 40 211 osób, a gęstość zaludnienia przekroczyła 907 osób/km².

## Historia
DeKalb zostało założone w 1837 roku. Nazwa pochodzi od generała Johanna de Kalb. Do czasu rozbudowy linii kolejowych Chicago and Northwestern Railroad (1853) pozostawało małą osadą rolniczą. W latach 1873/1874 lokalny farmer Joseph Glidden rozwinął w DeKalb masową produkcję drutu kolczastego. W 2007 rzeka Kishwaukee zalała część miasta.

## Uniwersytet
W DeKalb od 1895 roku funkcjonuje Uniwersytet Północnego Illinois (NIU) z liczbą 25 tys. studentów. W 2008 roku na uniwersytecie doszło do strzelaniny, w której zginęło 5 osób oraz sprawca-samobójca.

## Znane osoby
W DeKalb urodzili się modelka Cindy Crawford, aktor Richard Jenkins i aktorka Barbara Hale.